# Invasion vom Mars (1953)
Invasion vom Mars (Originaltitel: Invaders from Mars) ist ein US-amerikanischer Spielfilm aus dem Jahre 1953. Der SciFi-Horrorfilm des Regisseurs William Cameron Menzies mit Helena Carter und Jimmy Hunt in den Hauptrollen, der eine Invasion der Erde durch Außerirdische beschreibt, wurde 1986 unter dem gleichen Titel von Tobe Hooper neuverfilmt.

## Handlung
Der kleine David MacLean beobachtet, wie hinter dem Haus seiner Eltern ein Raumschiff landet, welches sich in einen Sandhügel eingräbt. Anfangs will ihm niemand glauben. Davids Vater George, der in einem Atomkraftwerk an der Produktion einer Geheimwaffe arbeitet, sieht aufgrund einer Ahnung dann jedoch nach und taucht sehr zum Negativen verändert anderntags wieder auf. Auch die kleine Nachbarstochter strahlt nun eine merkwürdige Kälte aus.
Als sich immer mehr Bewohner äußerst seltsam verhalten, nimmt sich die Ärztin Dr. Pat Blake vom Gesundheitsamt der Sache an, nachdem sie von David erfahren hatte, dass die fremden Raumfahrer wohl eine geistige Kontrolle über die Menschen in der Gegend ausüben. Dr. Blakes Freund, ein Astronom, findet einen Beweis für die Invasion und informiert die Armee und es ein militärisches Räderwerk beginnt zu laufen. Währenddessen werden weitere Personen von den Außerirdischen entführt, indem diese den Sandhügel als Falle benutzen.
Es stellt sich heraus, dass die Marsbewohner ihren Opfern, die sie als Attentäter gegen eine Raketenstation missbrauchen, Empfänger in den Nacken einsetzen. Nach erfolgter Untat werden die Manipulierten – zwei Polizisten, der Polizeichef, ein General sowie die minderjährige Tochter eines Forschers – dann durch diese Empfänger auch getötet. Davids Eltern können dingfest gemacht und durch Operation von den Empfängern befreit werden.
Während Panzer durch Beschuss die Marsmenschen ablenken, gelingt es einer Mannschaft unter Oberst Fielding, in das von den Außerirdischen geschaffene Tunnelsystem und dann ins Raumschiff einzudringen. Dort sollen die während der Belagerung des Geländes in das Innere des verborgenen Raumschiffs entführte Dr. Blake und David gerade unter den Augen eines nur aus Kopf und Tentakeln bestehenden Anführers der menschenähnlichen Kreaturen Empfänger eingesetzt bekommen. Ihre Befreiung gelingt. Der Film endet in der deutschen Version mit dem Start des Raumschiffes, das durch die von den Soldaten angebrachte Sprengladung explodiert.
In der amerikanischen Originalversion (offensichtlich existiert eine stark abweichende britische Fassung) wacht David nach der Explosion des Raumschiffs auf und geht in das Schlafzimmer seiner Eltern. Sie erklären ihm, dass er schlecht geträumt habe. Als er wieder ins Bett geht, beginnt ein starker Wind zu wehen und ein Donnergrollen wie am Anfang des Films. David steht auf und sieht das Raumschiff wieder landen.

## Hintergrund
- Invasion vom Mars war der letzte Film von Regisseur William Cameron Menzies.
- Die Spezialeffekte des Films stammen von Jack Cosgrove.
- Uraufführungen

- USA: 9. April 1953
- Deutschland: 28. November 1958

- In einer kleinen Rolle ist Lock Martin als Mutant zu sehen, ein Laiendarsteller mit einer Größe von 2,31 Metern. Er war bekannt geworden in der Rolle des hünenhaften Roboters Gort im Film Der Tag, an dem die Erde stillstand von 1951.
- 2024 wurde der Film in das National Film Registry aufgenommen.

## Kritiken
- Faszinierender, bunter Kinderschocker (cinema)[2]

- Diesem Film mangelt es an neuen Einfällen, jedoch nicht an Einfalt (SOL)[3]

- Naive Science-Fiction-Phantasie mit politischer Implikation; wenig originell und mit ärmlichen technischen Effekten (Lexikon des internationalen Films)[4]